# Heliconia tortuosa
Heliconia tortuosa là một loài thực vật có hoa trong họ Heliconiaceae. Loài này được Griggs mô tả khoa học đầu tiên năm 1903.